# 세속화
세속화(世俗化, 영어: secularization)란 종교적 가치와 제도가 매우 동일시되던 사회가 비종교적 가치와 세속적 제도로 변화하는 과정을 일컫는다. '세속화 테제'는 근대화나 합리화와 같은 사회 발전으로 말미암아 종교가 사회 생활과 통치의 모든 측면에서 권위를 잃는다는 주장을 말한다. 세속화는 이론이자 역사상의 한 과정으로서 여러 층위의 의미를 담고 있다. 카를 마르크스, 지그문트 프로이트, 막스 베버, 에밀 뒤르켐과 같은 사회 이론가들은 사회 근대화로 종교성이 쇠퇴하고 있다고 주장하였다. 세속화 연구에서는 종교적 신조, 관습, 제도가 사회적 영향력을 잃고 있는 정도와 방식에 대해 파악하고자 한다. 세속화 테제를 둘러싼 논쟁은 종교 사회학에서 매우 복잡한 영역으로, 세속화 테제 지지자들은 고전 사회학자들의 견해에 동의하면서 현대 사회에서 종교가 영향력을 잃어 가고 있다고 보지만, 반대자들은 종교가 새롭고 생소한 형태이기는 하나 여전히 강력한 힘으로 남아있다고 주장한다.
한편 '세속화'라는 표현은 주로 역사 분야에서 다른 의미로 쓰이기도 한다. 교회 재산의 경우, 이 표현은 정부가 교회 재산을 점유하여 교회에서 이를 매각해 처분하는 의미를 담고 있으며, 보통 이 과정은 합리적인 협상과 협정을 맺은 연후에 이루어진다. 가톨릭 신학에서 이 낱말은 어떤 개인(보통 성직자)을 일정 기간 혹은 영구적으로 본인의 종교적 영역(수도원) 바깥에서 살게끔 허가하는 것을 말한다.

## 같이 보기
- 사신신학
- 근대성
- 진보주의
- 세속 국가
- 세속주의
- 정교분리
- 종교사회학
- 국교